# Furancho

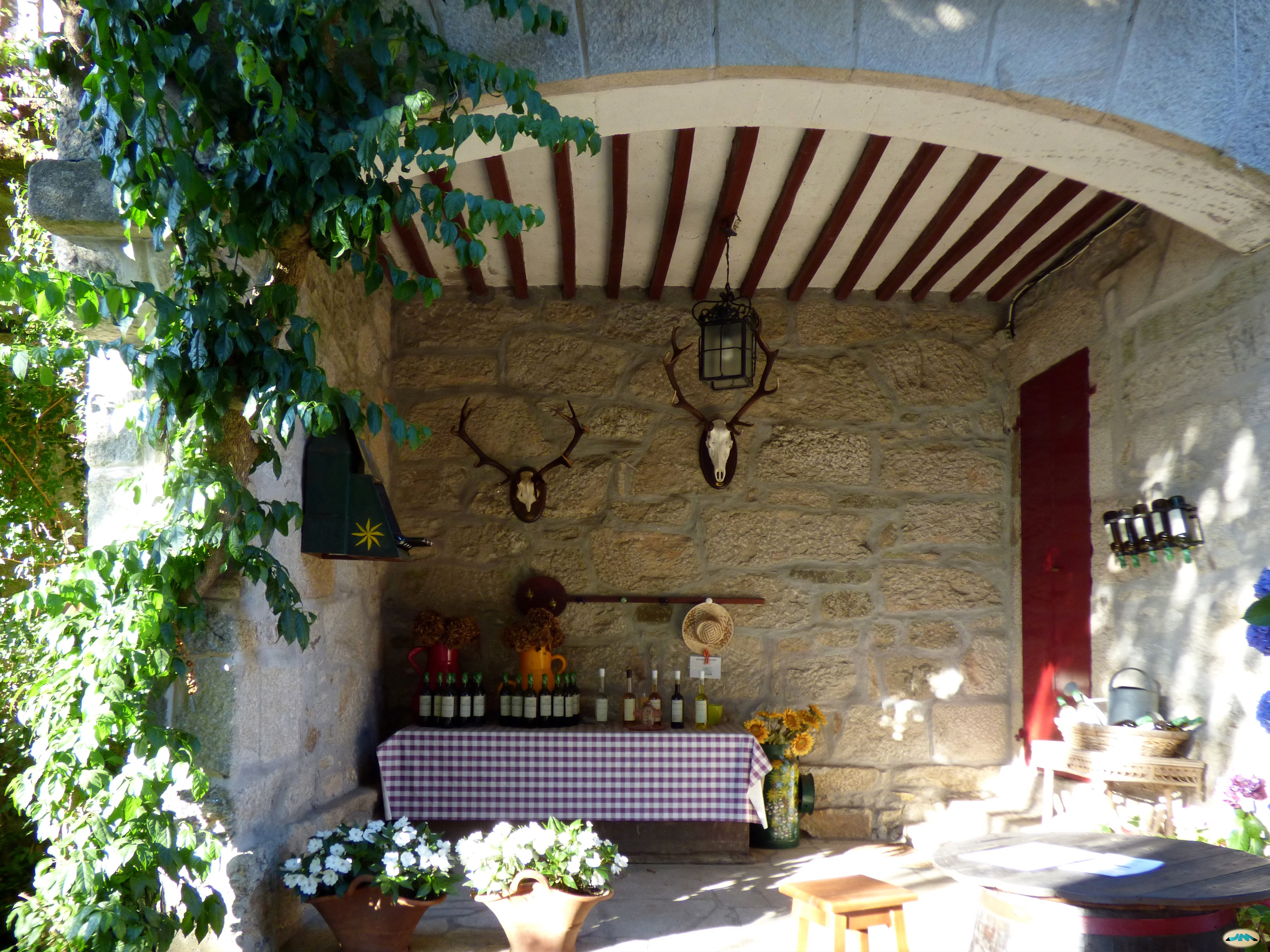
Furancho en Redondela (Pontevedra).

En Galicia, un furancho es un local utilizado principalmente como vivienda privada, pero cuyos propietarios venden el excedente del vino de la cosecha propia acompañado de tapas que ellos mismos preparan. Semiclandestinos en su origen, desde el año 2012 han quedado regulados por el decreto 215/2012 de la Junta de Galicia.
Era tradición de estos locales anunciarse colgando una rama de laurel en un lugar visible, motivo por el que también se les conoce como «loureiros» (de «laurel» en gallego). Su período de apertura está regulado entre el 1 de diciembre y el 30 de junio, no pudiendo ser superior a 3 meses.